# Właściwości fizyczne materiałów budowlanych
Właściwości fizyczne materiałów budowlanych
- Gęstość;
- Gęstość objętościowa;
- Gęstość nasypowa;
- Szczelność;
- Porowatość;
- Wilgotność;
- Nasiąkliwość wagowa;
- Nasiąkliwość objętościowa;
- Higroskopijność;
- Podciąganie kapilarne;
- Przesiąkliwość;
- Stopień nasycenia;
- Zdolność odparowania;
- Przepuszczalność gazów;
- Mrozoodporność;
- Skurcz;
- Odporność na korozję;
- Odporność na starzenie;
- Rozszerzalność cieplna;
- Przewodność cieplna;
- Pojemność cieplna;
- Żaroodporność;
- Żarowytrzymałość;
- Odporność ogniowa;
- Palność;
- Toksyczność;
- Kapilarność;
- Dyfuzyjność;
- Sorpcja;